# Spurius Lucretius Tricipitinus
Spurius Lucretius Tricipitinus (i. e. 6. század vége - i. e. 509. Róma) a Római Köztársaság második consulja, apja annak a Lucretiának, akinek meggyalázása és öngyilkossága a hagyomány szerint a Tarquiniusok trónfosztásához és elűzéséhez vezetett. Lucretius személyére vonatkozóan a legkorábbi adatok Titus Liviusnál lelhetők fel.
Livius alapján a trónfosztásban nem játszott tevőleges szerepet, azt fia, Titus Lucretius Tricipitinus, Lucius Iunius Brutus, Lucius Tarquinius Collatinus és Publius Valerius Publicola (vagy Poplicola) hajtotta végre. Brutus és Collatinus consuli ideje alatt azonban már részt vett a politikai életben, majd Brutus halála és Collatinus önkéntes száműzetése után Publicolával consul lett.
Nem sokkal később azonban meghalt, így még abban az évben harmadik consult (második consul suffectust) is kellett választani a helyére, aki Marcus Horatius Pulvillus lett.
| Elődei: Lucius Iunius Brutus és Lucius Tarquinius Collatinus | Consul i. e. 509 (consul suffectus) collega: Publius Valerius Publicola | Utódai: Marcus Horatius Pulvillus (consul suffectus) és Titus Lucretius Tricipitinus |